# Ovambo
Els ovambo (Aawambo o poble Ambo, endonim Aawambo [Ndonga], Ovawambo [Kwanyama]) són una ètnia africana formada per unes 800 tribus que parla l'oshiwambo, una llengua bantu, que ocupa les parts Nord i Est de Namíbia (el 49,75% de la població del país), amb alguns grups a Angola, que parlen algunes llengües relacionades, kwanyama i ndonga.

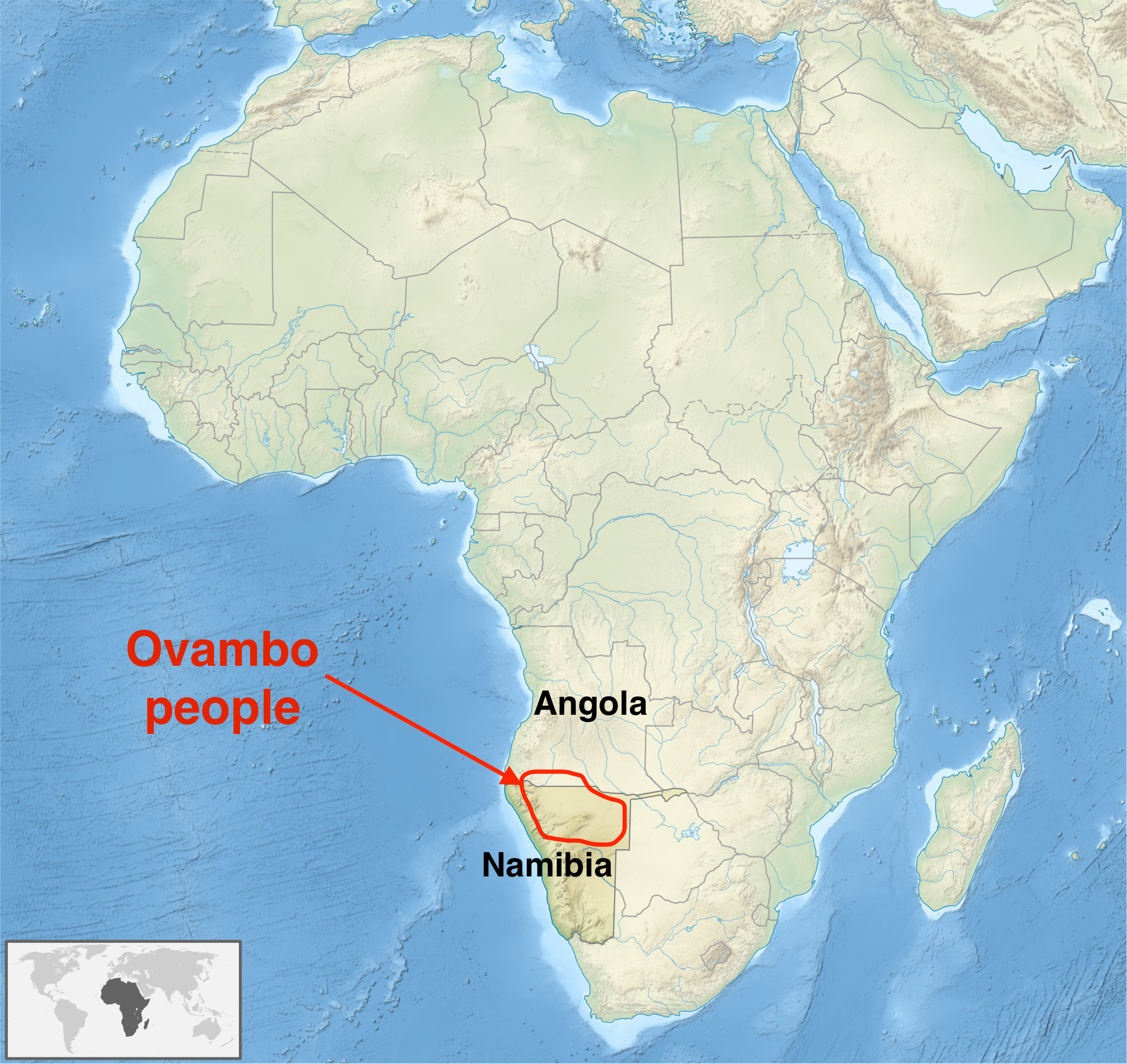
Territori ovambo (aprox).

Es divideixen en vuit grups principals: ndonga (28,63% dels efectius), kwanyama (36,51%), kwambi (11,62%), nganjera (7,88%), mbalanthu (7,46%), kwaluthi (4,98%), eunda i nkolonkathi (2,90%); a Angola, hi ha els esinga, mbanja, kashima, evale i ehardo. El 97 % són cristians.
Són governats per reietons o consells de caps, viuen de l'agricultura, la ramaderia i la pesca, se sotsdivideixen en clans i són terrissaires i ferraters. Durant els anys 70 el govern sud-africà creà per a ells el bantustan d'Ovamboland.
El seu territori és format per planes sorrenques, amb cursos d'aigua que divideixen l'àrea. Aquests es coneixen com a oshana. A les regions del nord de l'Ovamboland hi ha grans àrees de vegetació subtropical. Les oshana es poden inundar i a vegades submergir tres cinquenes parts de la regió. Això suposa un problema únic als ovambo. S'han hagut d'adaptar als patrons dels temps que canvien. Durant l'estació seca poden utilitzar les planes amb pastures.

## Costums i creences
La majoria d'ells han estat convertits al luteranisme per predicadors finesos vers el 1870, però encara conserven algunes tradicions animistes. De totes maneres, han adoptat la vestimenta i la música occidentals, de tal manera que fins i tot els vestits nupcials són occidentalitzats. Políticament han donat suport al SWAPO. La casa tradicional es construeix com a grup de cabanes envoltades per una tanca de pals verticals grans. Algunes famílies també construeixen un bloc de ciment d'estil Occidental que construeix dins de la casa. Cada cabana generalment té un propòsit diferent, com un dormitori, rebost, o cuina. La majoria de les famílies recullen aigua d'una aixeta pública pròxima. Els Ovambo es van revoltar contra la dominació portuguesa però foren derrotats a la batalla de Mufilo en 1907.
La majoria de les famílies tenen un terreny gran, i la seva collita principal és mill, que es converteix en unes farinetes gruixudes. També cultiven mongetes, carabasses, melons, i sorgo. La majoria de les cases tenen unes quantes cabres i bestiar, i ocasionalment uns quants porcs. La ramaderia és practicada pels homes joves. La majoria de les cases tenen pollastres, que ronden lliurement. Com a la majoria de les granges, els gossos i els gats són animals de companyia comuns. Quan les pluges arriben, els rius al nord a Angola inunden l'àrea, portant peixos, ocells, i granotes.
Tradicionalment, la vida ovambo era molt influïda per les influències màgiques. No solament creien en esperits bons i dolents sinó que també són influïts per supersticions. La majoria dels ovambo creuen en un esperit suprem, conegut com a Kalunga. Se sap que aquest esperit pren la forma d'un home i es mou invisiblement entre la gent. Aquest esperit és molt important per la tribu. Quan la tribu és víctima d'una fam o malaltia és la responsabilitat del Kalunga ajudar la gent a superar-la.

## Tribus ovambo
La següent taula conté els noms, àrees, noms dialectals i localització de les tribus ovambo segons el Ndonga-English Dictionary  de T. E. Tirronen. La taula també conté informació sobre la classificació de les classes nominals de la llengua protobantu per aquestes paraules.
| Àrea                                | Tribu               | Dialecte              | Localització                              |
| ----------------------------------- | ------------------- | --------------------- | ----------------------------------------- |
| Classes 9 (*ny > on-), 11 (uu-/ou-) | Classe 2 (*wa-, a-) | Class 7 (*ki > oshi-) |                                           |
| O-ndonga                            | Aa-ndonga           | Oshi-ndonga           | Ovamboland meridional                     |
| Uu-kwambi                           | Aa-kwambi           | Oshi-kwambi           | Central Ovamboland                        |
| O-ngadjera                          | Aa-ngandjera        | Oshi-ngandjera        | Central Ovamboland                        |
| Uu-kwaluudhi                        | Aa-kwaluudhi        | Oshi-kwaluudhi        | Ovamboland Occidental                     |
| O-mbalanhu                          | Aa-mbalanhu         | Oshi-mbalanhu         | Ovamboland occidental                     |
| Uu-kolonkadhi                       | Aa-kolonkadhi       | Oshi-kolonkadhi       | Ovamboland Occidental                     |
| Ou-kwanyama                         | Ova-kwanyama        | Oshi-kwanyama         | Ovamboland nord i oest, sud d'Angola      |
| E-unda                              | Ova-unda            | Oshi-unda             | Ovamboland occidental, municipi d'Epalela |
| O-mbadja                            | Ova-mbadja          | Oshi-mbadja           | Angola del sud, regió Shangalala          |